# 小林吟右衛門
小林吟右衛門（こばやしぎんえもん、安永6年（1777年） - 安政元年（1854年））は、近江愛知郡小田苅村（現滋賀県東近江市小田苅）出身の近江商人。総合繊維商社チョーギンの創業家である。その名は歴代当主によって襲名されたが、ここでは主に初代吟右衛門について述べる。

## 来歴

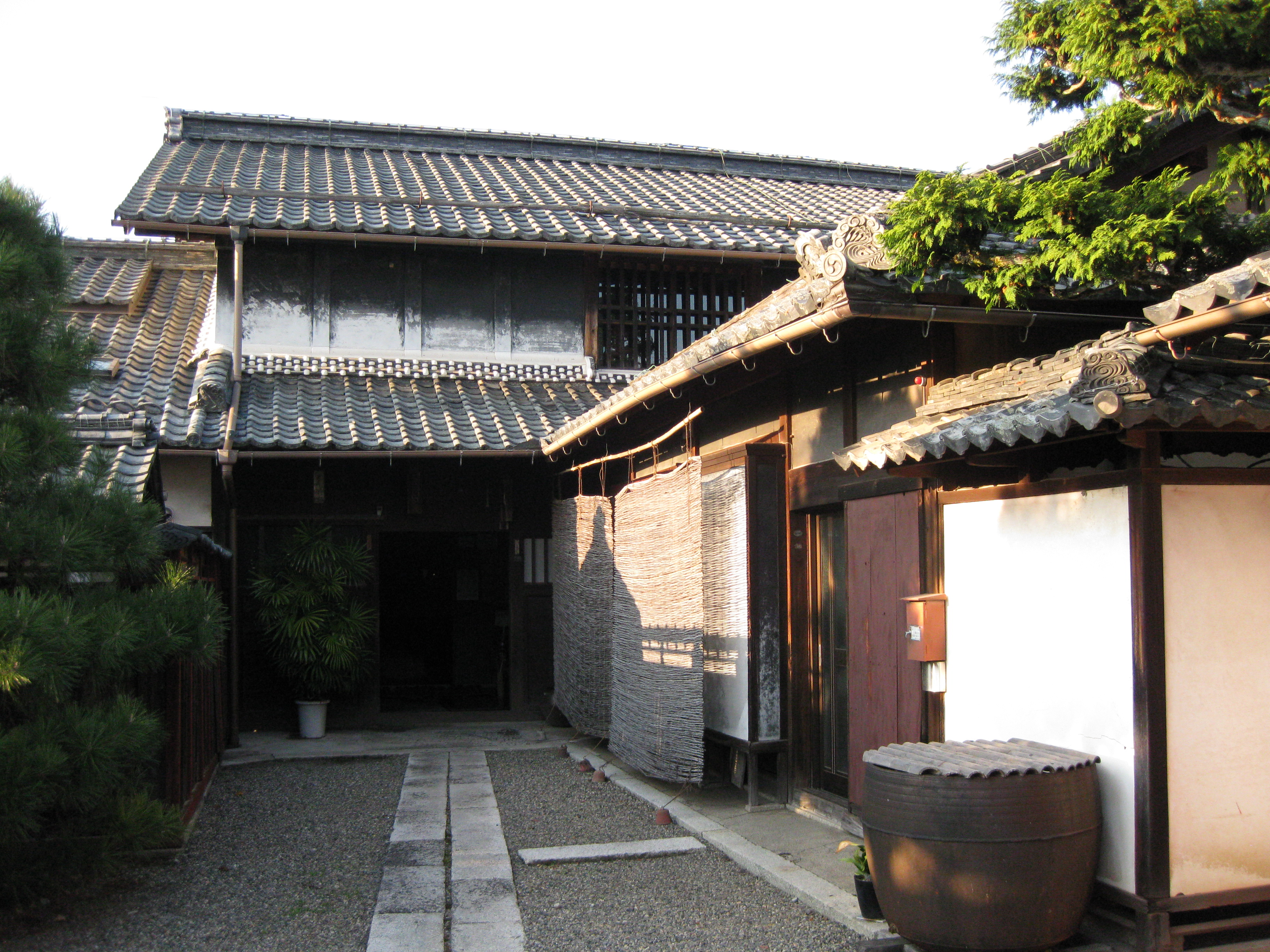
小林吟右衛門の旧家（現・近江商人郷土館）

小林家は島林善祐を始祖とする。小林姓を名乗ったのは五代目重内であり、その次男が初代吟次郎（後の吟右衛門）である。吟次郎は日頃から立身の志高く、正月に部屋の中に鶯が飛び込んできたことを吉兆とし、近隣の豪商松井久左右衛門家から三百両を借り受けて商売を始めた。
吟次郎は麻糸の原料を仕入れ、これを麻布に加工して販売した。菅笠を行商していたとする資料もある。1796年（寛政8年）に初めて取引を行った時の額は、十三両二分であったというが、吟次郎は地道に商売に励んだ結果、50を迎える頃には有力商人の仲間入りを果たした。その頃に家督を甥の亀吉（後の二代目吟右衛門）に譲り、自らは吟右衛門と名乗って、1854年（安政元年）に74歳で没するまで小田刈村の庄屋を務めた。

## 小林吟右衛門家
- 初代：（安永6年（1777年） - 安政元年（1854年））5代目小林源左衛門（通称重内）の次男
- 二代：（寛政12年（1800年） - 明治6年（1873年）5月5日）6代目小林源左衛門の次男（幼名亀吉）、文化3年（1806年）初代吟右衛門の養子となり、文政9年（1826年）家督を継ぐ。詳細は小林吟右衛門 (2代)を参照。
- 三代：（生年不明 - 安政2年（1855年）） - 近隣の位田村から小林家に養子に入ったが、吟右衛門を名乗ること無く34歳で没した[1]。
- 四代：（？ - 明治38年（1905年）） - 綿布会社創設のため、明治20年4月20日から9月25日までの半年間、欧米各地を視察。その後小名木川綿布会社の創設に携わった[1]。
- 五代：（？ - ？） - 小林合名会社（→丁吟商店）の社長として、大正期の舵取り役を担った[1]。
- 六代：（？ - ？） - 戦後の昭和34年（1959年）社長に就任[1]。
- 小林篤治郎：（？ - ？） - 昭和42年から社長。翌年に社名を「チョーギン株式会社」に改め、さらに「ホテル・ギンモンド」をオープンさせてホテル業にも乗り出した[1]。七代目に相当。
- 小林一雄：（？ - ）現・チョーギン株式会社社長。初代吟右衛門以来八代目に当たる。